# Dick Taylor (Leichtathlet)
Dick Taylor (eigentlich Richard George Taylor; * 3. Januar 1945 in Coventry) ist ein ehemaliger britischer Langstreckenläufer.
1966 wurde er für England startend bei den British Empire and Commonwealth Games in Kingston Sechster über drei Meilen. Bei den Europameisterschaften in Budapest scheiterte er über 5000 Meter im Vorlauf.
Bei den Olympischen Spielen 1968 in Mexiko-Stadt schied er über 5000 Meter in der ersten Runde aus.
1969 gewann er für England startend beim Cross der Nationen Silber. Bei den Europameisterschaften in Athen kam er über 10.000 Meter auf den 15. Platz.
1970 holte er bei den British Commonwealth Games in Edinburgh Bronze über 10.000 Meter und wurde Sechster über 5000 Meter.

## Persönliche Bestzeiten
- 3000 m: 7:47,6 min, 6. September 1969, London
- 5000 m: 13:26,2 min, 13. Juni 1970, Edinburgh
- 10.000 m: 28:06,6 min, 22. Juni 1969, London